# Inside Job (album)
Inside Job è il quarto album in studio del cantante statunitense Don Henley, pubblicato il 23 maggio 2000 dalla Warner Records.

## Tracce
1. Nobody Else in the World But You – 4:50 (Don Henley, Stan Lynch, Jai Winding)
2. Taking You Home – 5:31 (Stuart Brawley, Don Henley, Stan Lynch)
3. For My Wedding – 3:37 (Larry John McNally)
4. Everything Is Different Now – 5:13 (Don Henley, Scott Crago, Timothy Drury)
5. Workin' It – 5:37 (Don Henley, Frank Simes, Stan Lynch)
6. Goodbye to a River – 5:49 (Don Henley, Stan Lynch, Jai Winding, Frank Simes)
7. Inside Job – 4:50 (Don Henley, Mike Campbell)
8. They're Not Here, They're Not Coming – 5:59 (Don Henley, Stan Lynch)
9. Damn It Rose – 7:13 (Don Henley, Stan Lynch)
10. Miss Ghost – 6:41 (Don Henley, Stan Lynch, Jai Winding)
11. The Genie – 5:45 (Don Henley, Stan Lynch, Stuart Brawley)
12. Annabel – 3:41 (Don Henley, John Corey)
13. My Thanksgiving – 5:12 (Don Henley, Stan Lynch, Jai Winding)

## Classifiche

### Classifiche settimanali
| Classifica (2000) | Posizione massima |
| ----------------- | ----------------- |
| Canada            | 11                |
| Finlandia         | 36                |
| Germania          | 14                |
| Irlanda           | 11                |
| Norvegia          | 37                |
| Paesi Bassi       | 68                |
| Regno Unito       | 25                |
| Stati Uniti       | 7                 |
| Svezia            | 22                |
| Svizzera          | 77                |

### Classifiche di fine anno
| Classifica (2000) | Posizione |
| ----------------- | --------- |
| Stati Uniti       | 103       |